# Euparyphus peruvianus
Euparyphus peruvianus är en tvåvingeart som beskrevs av Lindner 1941. Euparyphus peruvianus ingår i släktet Euparyphus och familjen vapenflugor.
Artens utbredningsområde är Peru. Inga underarter finns listade i Catalogue of Life.